# ケリー・ホームズ
ケリー・ホームズ（Dame Kelly Holmes, 1970年4月19日 - ）は、イギリスの元陸上競技選手である。2004年アテネオリンピック女子800mおよび1500mの金メダリストである。
ホームズは、1976年モントリオールのタチアナ・カザンキナ、1996年アトランタのスベトラーナ・マステルコワについで、800mと1500mの両種目を制した3番目の女性アスリートである。
また、イギリスの女性で1大会2つの金メダルを獲得した初の選手であり、男子選手を含めてみても1大会で2つの金メダルを獲得したのは1920年アントワープ大会のアルバート・ヒル以来である。
2005年に現役を引退した。2012年にデイリーメール紙で、アテネオリンピック出場の前、激しいプレッシャーから手首に自傷行為を繰り返し、自殺まで考えたことがあったと告白した。

## 主な実績
| 年   | 大会                           | 場所                           | 種目  | 結果 | 記録      |
| ---- | ------------------------------ | ------------------------------ | ----- | ---- | --------- |
| 1994 | コモンウェルスゲームズ         | ビクトリア（カナダ）           | 1500m | 金   | 4分8秒86  |
| 1994 | ヨーロッパ陸上選手権           | ヘルシンキ（フィンランド）     | 1500m | 銀   | 4分19秒30 |
| 1994 | IAAFワールドカップ             | ロンドン（イギリス）           | 1500m | 銅   | 4分10秒81 |
| 1995 | 世界陸上選手権                 | イェーテボリ（スウェーデン）   | 800m  | 銅   | 1分56秒95 |
| 1995 | 世界陸上選手権                 | イェーテボリ（スウェーデン）   | 1500m | 銀   | 4分3秒04  |
| 1995 | グランプリファイナル           | （モナコ）                     | 800m  | 銀   | 1分56秒21 |
| 1996 | オリンピック                   | アトランタ（アメリカ合衆国）   | 800m  | 4位  | 1分58秒81 |
| 1996 | オリンピック                   | アトランタ（アメリカ合衆国）   | 1500m | 11位 | 4分7秒46  |
| 1998 | コモンウェルスゲームズ         | クアラルンプール（マレーシア） | 1500m | 銀   | 4分6秒10  |
| 2000 | オリンピック                   | シドニー（オーストラリア）     | 800m  | 銅   | 1分56秒80 |
| 2000 | オリンピック                   | シドニー（オーストラリア）     | 1500m | 7位  | 4分8秒02  |
| 2001 | グランプリファイナル           | メルボルン（オーストラリア）   | 800m  | 銀   | 2分0秒02  |
| 2002 | コモンウェルスゲームズ         | マンチェスター（イギリス）     | 1500m | 金   | 4分5秒99  |
| 2002 | ヨーロッパ陸上選手権           | ミュンヘン（ドイツ）           | 800m  | 銅   | 1分59秒83 |
| 2003 | 世界室内陸上選手権             | バーミンガム（イギリス）       | 1500m | 銀   | 4分2秒66  |
| 2003 | 世界陸上選手権                 | パリ（フランス）               | 800m  | 銀   | 2分0秒18  |
| 2003 | ワールドアスレチックファイナル | モンテカルロ（モナコ）         | 800m  | 銀   | 1分59秒92 |
| 2004 | オリンピック                   | アテネ（ギリシャ）             | 800m  | 金   | 1分56秒38 |
| 2004 | オリンピック                   | アテネ（ギリシャ）             | 1500m | 金   | 3分57秒90 |
| 2004 | ワールドアスレチックファイナル | モンテカルロ（モナコ）         | 1500m | 金   | 4分4秒55  |

## 自己ベスト
- 800m - 1分56秒21 (1995年)
- 1500m - 3分57秒90 (2004年)